# 10 złotych 1965 Warszawska Nike
10 złotych 1965 Warszawska Nike – okolicznościowa moneta dziesięciozłotowa, wprowadzona do obiegu 15 lipca 1965 r. zarządzeniem z 15 maja 1965 r.(M.P. z 1965 r. nr 25, poz. 123), wycofana 1 stycznia 1978 r. zarządzeniem Ministra Finansów z dnia 21 maja 1977 r. (M.P. z 1977 r. nr 14, poz. 79).
Monetę wybito, jako jedną z dwóch monet obiegowo-okolicznościowych, z okazji siedemsetlecia Warszawy. Drugą monetą była dziesięciozłotówka z Kolumną Zygmunta z 1965 roku o średnicy 31 mm. Obie monety zostały wprowadzone do obiegu tego samego dnia.

## Awers
W centralnym punkcie umieszczono godło – orła bez korony, po bokach orła rok 19 65, dookoła napis „POLSKA RZECZPOSPOLITA LUDOWA”, na dole napis „ZŁ 10 ZŁ”, a pod łapą orła znak mennicy w Warszawie.

## Rewers
Na tej stronie monety znajduje się wizerunek warszawskiego pomnika Nike, pod spodem napis „VII WIEKÓW WARSZAWY”, a na samym dole, monogram projektanta.

## Nakład
Monetę bito w Mennicy Państwowej, w miedzioniklu, na krążku o średnicy 31 mm, masie 12,9 grama, z rantem ząbkowanym, w nakładzie 3 492 000 sztuk, według projektu Wacława Kowalika.

## Opis
Dziesięciozłotówka z Warszawską Nike była jedną z trzynastu dziesięciozłotówek obiegowych z okolicznościowym wizerunkiem bitych w latach 1964–1972 w Mennicy Państwowej, na krążkach o dwóch średnicach:
- 31 mm (1964–1965), 4 typy oraz
- 28 mm (1966–1972), 9 typów.

Okolicznościowe dziesięciozłotówki z lat 1964–1972, w tym również ta z Warszawską Nike, jeszcze w pierwszej połowie lat 70. XX w., w obrocie pieniężnym występowały dość powszechnie, ze względu na fakt, że stanowiły ponad 17% całej emisji wszystkich dziesięciozłotówek będących w obiegu (w roku 1973).
Moneta została wycofana z obiegu przez NBP w wyniku systemowej redukcji średnicy dziesięciozłotówek do 25 mm w związku z wprowadzeniem do obiegu monet o nominale 20 złotych i średnicy 29 mm.

## Powiązane monety
Z tej samej okazji wybito okolicznościową dziesięciozłotówkę z Kolumną Zygmunta oraz monety próbne kolekcjonerskie w miedzioniklu, z wypukłym napisem „PRÓBA”:
- Warszawska Syrenka VII WIEKÓW WARSZAWY (nakład 30 120 sztuk) oraz
- Warszawska Syrenka SIEDEMSET LAT WARSZAWY (nakład 30 100 sztuk).

## Wersje próbne
Istnieje wersja tej monety należąca do serii próbnej w niklu z wypukłym napisem „PRÓBA”, wybita w nakładzie 500 sztuk oraz wersja próbna technologiczna, z wypukłym napisem „PRÓBA”, w miedzioniklu, w nakładzie 20 sztuk.
W serii monet próbnych niklowych istnieje bardzo zbliżony projekt monety uzupełniony na rewersie o tarczę herbową z prawej strony i napis „XIII XX” z lewej.